# Give Me Everything (canción de Pitbull)
«Give Me Everything» es una canción interpretada por el rapero estadounidense Pitbull, lanzado como segundo sencillo del sexto álbum de estudio Planet Pit, el 21 de marzo de 2011. Cuenta con la colaboración del rapero Ne-Yo y de la modelo y cantante de origen cubana Nayer, acompañando a Pitbull en las voces. La producción estuvo a cargo del disc-jockey y productor discográfico surinamés Afrojack.

## Composiciones
Esta canción se convirtió en el primer sencillo que logró centrar Pitbull en el primer puesto del Billboard Hot 100 de los Estados Unidos. También alcanzó el primer puesto en el Reino Unido como artista principal. Asimismo, resultó un suceso en Bélgica, Canadá, Colombia, Irlanda, Países Bajos y en doce países más.
En una parte de la canción Pitbull menciona a Lindsay Lohan: «I got it locked up like Lindsay Lohan» (‘estoy encerrado como Lindsay Lohan’). A causa de esto, la actriz estadounidense denunció al rapero. Se celebró un juicio que acabó ganando Pitbull, y no tuvo que pagar la indemnización que Lohan le pedía.
Copias vendidas: 8 200 000
A principios del 2023, la canción superó la barrera de los 1000 millones de reproducciones en la plataforma de YouTube.

## Video musical
Fue dirigido por David Rousseau. El clip fue rodado en formato superpanorámico, con una estética retro. Cuenta con la aparición de las cantantes Adrienne Bailon, y la integrante de la agrupación pop Girlicious Natalie Mejia, además de las modelos Sarodj Bertin (Miss Haití 2010) y la modelo rusa Eva Skay. El video fue filmado en el Alexandria Hotel en Los Ángeles y publicado el 17 de mayo de 2011.

## Listado de canciones
| Sencillo en CD |                                                   |          |  |
| N.º            | Título                                            | Duración |  |
| 1.             | «Give Me Everything»                              | 4:16     |  |
| 2.             | «Hey Baby (Drop It To The Floor)» (AJ Fire Remix) | 4:23     |  |

| Descarga digital |                                                |          |  |
| N.º              | Título                                         | Duración |  |
| 1.               | «Give Me Everything» (Afrojack Remix)          | 5:40     |  |
| 2.               | «Give Me Everything» (Sidney Samson Remix)     | 6:35     |  |
| 3.               | «Give Me Everything» (Apster Remix)            | 5:50     |  |
| 4.               | «Give Me Everything» (Álvaro Remix)            | 6:01     |  |
| 5.               | «Give Me Everything» (R3hab Remix)             | 5:30     |  |
| 6.               | «Give Me Everything» (Kaskade Remix)           | 4:39     |  |
| 7.               | «Give Me Everything» (Bingo Players Remix)     | 4:54     |  |
| 8.               | «Give Me Everything» (Jump Smokers! Club Mix)  | 6:06     |  |
| 9.               | «Give Me Everything» (Marc Kinchen MK Dub Mix) | 5:06     |  |

## Posicionamiento en listas y certificaciones
| Lista (2011)                                 | Mejor posición |
| -------------------------------------------- | -------------- |
| Alemania (Offizielle Deutsche Charts)        | 2              |
| Australia (ARIA)                             | 2              |
| Austria (Ö3 Austria Top 40)                  | 2              |
| Bélgica (Flandes) (Ultratop 50)              | 1              |
| Bélgica (Valonia) (Ultratop 50)              | 1              |
| Brasil (Billboard Hot 100 Airplay)           | 13             |
| Brasil (Billboard Hot Pop & Popular)         | 7              |
| Canadá (Canadian Hot 100)                    | 1              |
| República Checa (Rádio Top 100)              | 3              |
| Dinamarca (Tracklisten)                      | 2              |
| Escocia (The Official Charts Company)        | 1              |
| Eslovaquia (Rádio Top 100)                   | 2              |
| España (Los 40 Principales)                  | 1              |
| España (Top 100 Canciones)                   | 2              |
| Estados Unidos (Billboard Hot 100)           | 1              |
| Estados Unidos (Billboard Adult Pop Songs)   | 19             |
| Estados Unidos (Hot Dance Club Songs)        | 14             |
| Estados Unidos (Hot R&B/Hip-Hop Songs)       | 79             |
| Estados Unidos (Billboard Latin Songs)       | 1              |
| Estados Unidos (Billboard Latin Pop Songs)   | 1              |
| Estados Unidos (Billboard Pop Songs)         | 1              |
| Estados Unidos (Billboard Rap Songs)         | 4              |
| Finlandia (OFC)                              | 7              |
| Francia (SNEP)                               | 2              |
| Hungría (Rádiós Top 40)                      | 1              |
| Hungría (Dance Top 40)                       | 3              |
| Irlanda (IRMA)                               | 1              |
| Italia (FIMI)                                | 4              |
| Japón (Japan Hot 100)                        | 25             |
| México (Mexican International Airplay Chart) | 1              |
| Noruega (VG-lista)                           | 3              |
| Nueva Zelanda (Recorded Music NZ)            | 2              |
| Países Bajos (Dutch Top 40)                  | 1              |
| Polonia (ZPAV)                               | 3              |
| Polonia (Dance Top 50)                       | 2              |
| Rumania (UPFR)                               | 1              |
| Reino Unido (UK Singles Chart)               | 1              |
| Suecia (Sverigetopplistan)                   | 2              |
| Suiza (Schweizer Hitparade)                  | 2              |
| Suiza (Romandía)                             | 1              |

| País           | Lista (2011)            | Posición |
| -------------- | ----------------------- | -------- |
| Alemania       | German Singles Chart    | 9        |
| Australia      | ARIA                    | 7        |
| Austria        | Ö3 Austria              | 7        |
| Canadá         | Canadian Hot 100        | 4        |
| Dinamarca      | Hitlisten               | 18       |
| Estados Unidos | Billboard Hot 100       | 5        |
| Estados Unidos | Pop Songs               | 2        |
| Estados Unidos | Radio Songs             | 1        |
| Francia        | SNEP                    | 7        |
| Grecia         | Greek Airplay Chart     | 46       |
| Hungría        | Hungarian Airplay Chart | 4        |
| Italia         | FIMI                    | 14       |
| Japón          | Hot 100                 | 35       |
| Nueva Zelanda  | RIANZ                   | 8        |
| Polonia        | ZPAV                    | 6        |
| Reino Unido    | UK Singles Chart        | 5        |
| Rumania        | Romanian Top 100        | 6        |
| Suiza          | Swiss Singles Chart     | 8        |

| País          | Organismo certificador | Certificación | Ref.   |
| ------------- | ---------------------- | ------------- | ------ |
| Alemania      | BMVI                   | 3× Oro        | [ 54 ] |
| Australia     | ARIA                   | 6× Platino    | [ 55 ] |
| Austria       | IFPI Austria           | Platino       | [ 56 ] |
| Bélgica       | BEA                    | Platino       | [ 57 ] |
| Canadá        | Music Canada           | 7× Platino    | [ 58 ] |
| Dinamarca     | IFPI                   | Platino       | [ 59 ] |
| España        | PROMUSICAE             | Platino       | [ 60 ] |
| Italia        | FIMI                   | Multiplatino  | [ 61 ] |
| México        | AMPROFON               | Platino+Oro   | [ 62 ] |
| Nueva Zelanda | RIANZ                  | 2× Platino    | [ 63 ] |
| Reino Unido   | BPI                    | Platino       | [ 64 ] |
| Suecia        | SRIA                   | Platino       | [ 65 ] |
| Suiza         | IFPI Suiza             | Platino       | [ 66 ] |

## Sucesión en listas
| Anterior: «The Lazy Song» de Bruno Mars  | Número uno en el Reino Unido 22 de mayo de 2011 — 11 de junio de 2011 | Siguiente: «Changed the Way You Kiss Me» de Example                   |
| Anterior: «Happiness» de Alexis Jordan   | Número uno en el Dutch Top 40 18 de junio de 2011 — 2 de julio de 2011 | Siguiente: «Loca People» de Sak Noel                                  |
| Anterior: «Rolling in the Deep» de Adele | Número uno en Billboard Hot 100 9 de julio de 2011 — 15 de julio de 2011 | Siguiente: «Party Rock Anthem» de LMFAO con Lauren Bennett y GoonRock |
| Anterior: «Taboo» de Don Omar            | Número uno en Billboard Latin Songs 30 de julio de 2011 — 12 de agosto de 2011 20 de agosto de 2011 — 26 de agosto de 2011 10 de septiembre de 2011 — 30 de septiembre de 2011 | Siguiente: «Amor clandestino» de Maná                                 |